# Cyclocephala octopunctata
Cyclocephala octopunctata är en skalbaggsart som beskrevs av Hermann Burmeister 1847. Cyclocephala octopunctata ingår i släktet Cyclocephala och familjen Dynastidae. Inga underarter finns listade i Catalogue of Life.